# Tihama de l'Hedjaz
La Tihama del Hijaz (Tihamat al-Hijaz) és una regió natural de la costa occidental de l'Aràbia Saudita. Són les terres baixes entre la mar Roja i les muntanyes de l'interior. El nom s'aplica de fet a les terres baixes entre el golf d'Aqaba i la ciutat d'al-Layth al sud.